# Home Nations Championship 1899

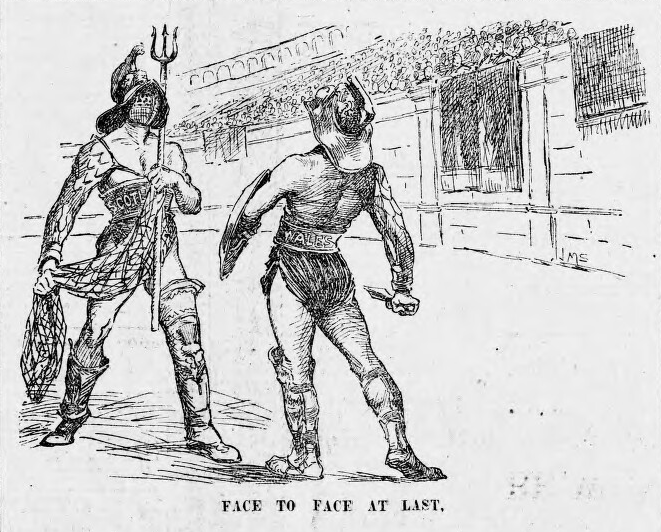
Prasowy komentarz odnośnie do przekładanego meczu Szkocja–Walia

Home Nations Championship 1899 – siedemnasta edycja Home Nations Championship, mistrzostw Wysp Brytyjskich w rugby union, rozegrana pomiędzy 7 stycznia a 18 marca 1899 roku. W turnieju zwyciężyła Irlandia, która pokonała wszystkich rywali i tym samym zdobyła Triple Crown.
Zgodnie z ówczesnymi zasadami punktowania przyłożenie i karny były warte trzy punkty, podwyższenie dwa, natomiast pozostałe kopy cztery punkty.
Mecz Szkocja–Walia był czterokrotnie przekładany z uwagi na zmrożone boisko, ostatecznie odbył się w marcu, a sędzią tego spotkania był debiutujący w roli międzynarodowego arbitra były reprezentant Irlandii, Michael Delaney.
Na otwierającym turniej meczu Walia–Anglia zjawiło się ponad 20 tysięcy widzów, natomiast na kończącym, Walia–Irlandia, ponad 40 tysięcy.

## Mecze
| 7 stycznia 1899 | Walia                                            | 26:3(6:0) | Anglia         | St. Helen's Ground, Swansea Widzów: 25 000 Sędzia: A. Turnbull |
| 7 stycznia 1899 | Huzzey 6 (2P) Llewellyn 12 (4P) Bancroft 8 (4pd) | 26:3(6:0) | Robinson 3 (P) | St. Helen's Ground, Swansea Widzów: 25 000 Sędzia: A. Turnbull |

| 4 lutego 1899 | Irlandia                   | 6:0 | Anglia | Lansdowne Road, Dublin Widzów: 12 000 Sędzia: Graham Findlay |
| 4 lutego 1899 | Allen 3 (P) L. Magee 3 (K) | 6:0 |        | Lansdowne Road, Dublin Widzów: 12 000 Sędzia: Graham Findlay |

| 18 lutego 1899 | Szkocja         | 3:9(0:6) | Irlandia                              | Inverleith, Edynburg Sędzia: Temple Gurdon |
| 18 lutego 1899 | Donaldson 3 (P) | 3:9(0:6) | Campbell 3 (P) Reid 3 (P) Sealy 3 (P) | Inverleith, Edynburg Sędzia: Temple Gurdon |

| 4 marca 1899 | Szkocja                                                                 | 21:10(3:10) | Walia                                        | Inverleith, Edynburg Sędzia: Michael Delaney |
| 4 marca 1899 | Gedge 7 (P, dg) Monypenny 3 (P) Smith 3 (P) Lamond 4 (dg) Thomson 4 (G) | 21:10(3:10) | Llewellyn 3 (P) Lloyd 3 (P) Bancroft 4 (2pd) | Inverleith, Edynburg Sędzia: Michael Delaney |

| 11 marca 1899 | Anglia                         | 0:5 | Szkocja | Rectory Field, Blackheath Widzów: 25 000 Sędzia: James Magee |
| 11 marca 1899 | Gillespie 3 (P) Thomson 2 (pd) | 0:5 |         | Rectory Field, Blackheath Widzów: 25 000 Sędzia: James Magee |

| 18 marca 1899 | Walia       | 0:3 | Irlandia | Cardiff Arms Park, Cardiff Widzów: 40 000 Sędzia: A. Turnbull |
| 18 marca 1899 | Doran 3 (P) | 0:3 |          | Cardiff Arms Park, Cardiff Widzów: 40 000 Sędzia: A. Turnbull |

## Inne nagrody
- Triple Crown –  Irlandia (po pokonaniu wszystkich rywali)
- Calcutta Cup –  Szkocja (po zwycięstwie nad Anglią)
- Drewniana łyżka –  Anglia (za zajęcie ostatniego miejsca w turnieju)